# Römer

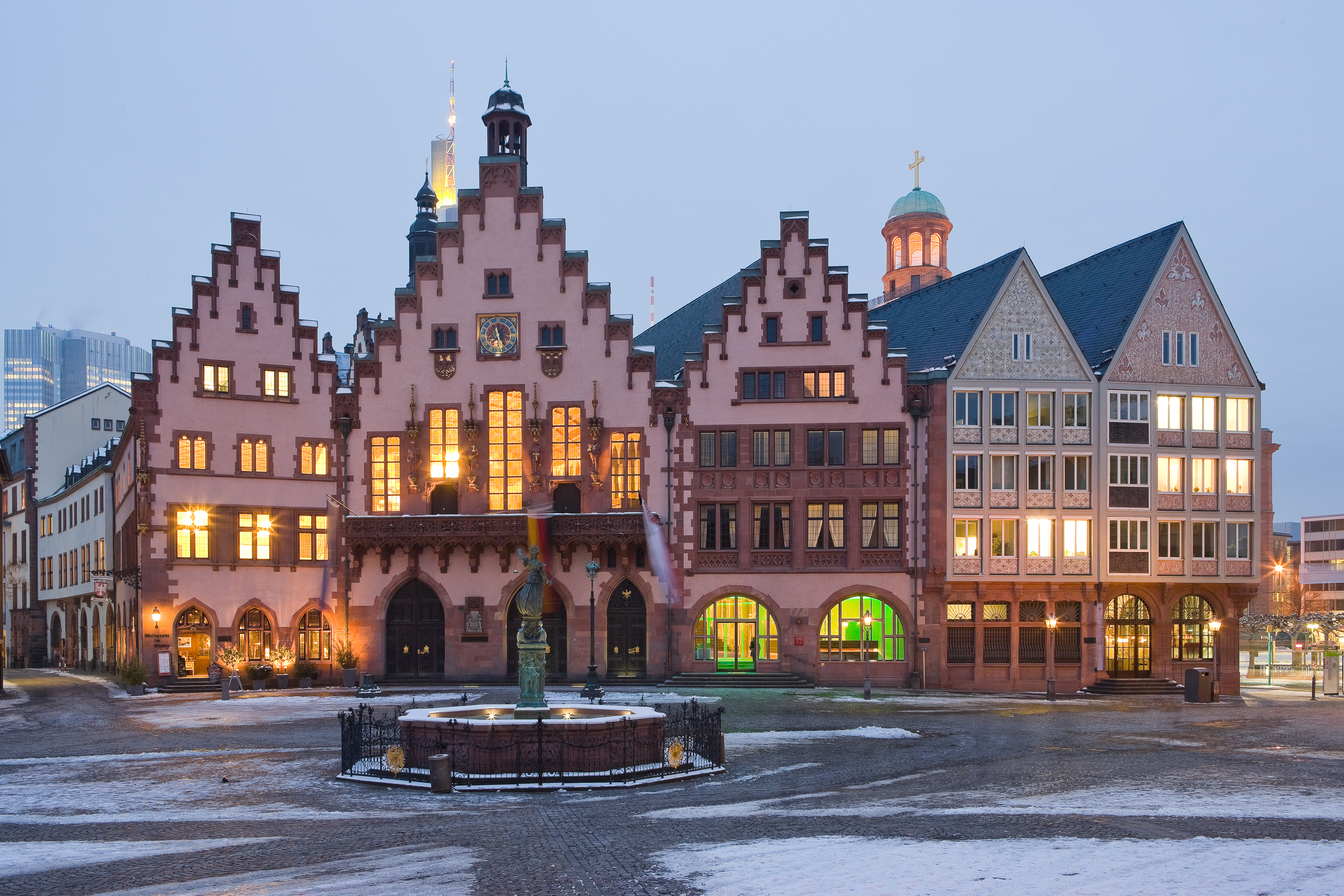
Fachadas del Römer en la Roemerberg, vista desde le Este.

El Römer es un edificio medieval situado en Fráncfort del Meno (Alemania). Es uno de los monumentos más importantes de la ciudad. 

## Historia y descripción
El Römer ha sido el ayuntamiento de Fráncfort durante seiscientos años. El Haus Römer es en realidad el edificio central de un conjunto de tres situados en la plaza de Römerberg. El 11 de marzo de 1405 la familia comerciante de Römer la vendió junto con un segundo edificio, Goldener Schwan, al ayuntamiento de la ciudad. El Römer no es un museo, sino que se usa con distintas finalidades, por ejemplo como una oficina de registro civil. Hoy en día, incluye un complejo de nueve edificios.

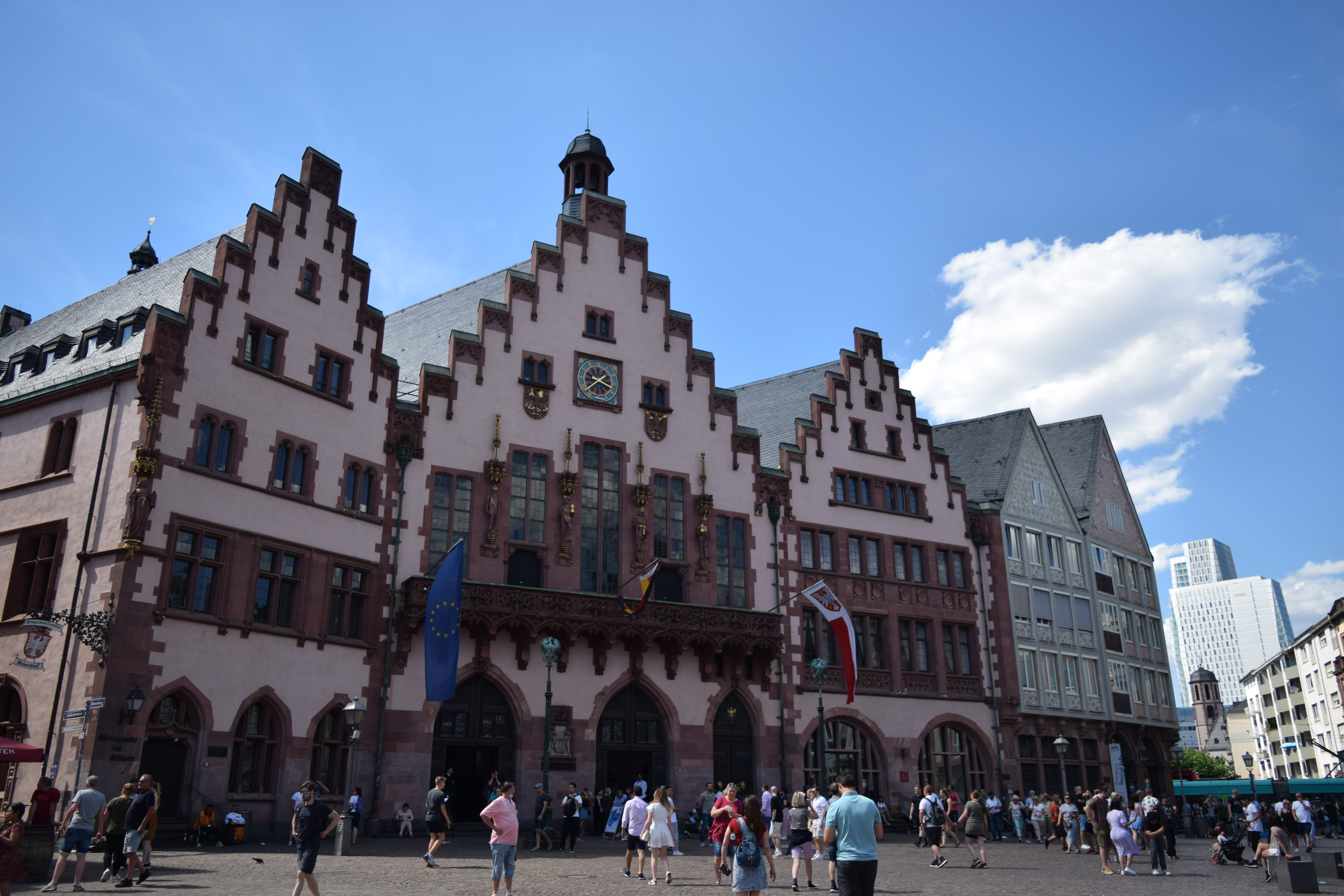
Fachada del Römer.